# Samoa obscura
Samoa obscura – gatunek kosarza z podrzędu Laniatores i rodziny Samoidae.

## Występowanie
Gatunek wykazany z wysp Samoa.